# Gubernatorzy Marylandu
Poniżej znajduje się lista gubernatorów Maryland w kolejności chronologicznej.

## Gubernatorzy kolonialni
Przed uzyskaniem niepodległości przez Stany Zjednoczone prowincja Maryland była kolonią brytyjską. Początkowo należała do rodziny Calvertów, brytyjskich baronów Baltimore, którzy mianowali jej gubernatora, aby zarządzał kolonią w ich imieniu. W latach 1692–1715, gdy Maryland było brytyjską kolonią królewską, gubernatora mianowali królowie Wielkiej Brytanii. Baronowie Baltimore odzyskali kontrolę nad kolonią w 1715 roku i ponownie mianowali gubernatorów aż do czasów rewolucji amerykańskiej.

## Gubernatorzy stanowi – lista chronologiczna
Po uzyskaniu niepodległości przez Stany Zjednoczone, zgodnie z zapisem pierwszej konstytucji stanowej z 1776 roku, gubernator stanu Maryland był wybierany corocznie przez wspólne zgromadzenie obu izb stanowego parlamentu. Począwszy od 1838 roku, zgodnie z poprawką do konstytucji, gubernator był wybierany na okres 3 lat w głosowaniu powszechnym w jednym z trzech okręgów wyborczych. W każdych kolejnych wyborach, tylko wyborcy z tego jednego okręgu uprawnieni byli do głosowania i okręg wyborczy uprawniony do głosowania zmieniał się na zasadzie rotacji. W 1851 roku okres kadencji urzędu gubernatora został przedłużony z trzech do czterech lat. Nowa konstytucja z 1864 roku wyeliminowała rotację trzech okręgów wyborczych i począwszy od 1868 roku gubernator wybierany jest przez wszystkich uprawnionych do głosowania mieszkańców stanu.
| Imię i nazwisko                      | Partia                             | Od                | Do                |
| ------------------------------------ | ---------------------------------- | ----------------- | ----------------- |
| Thomas Johnson                       |                                    | 21 marca 1777     | 12 listopada 1779 |
| Thomas Sim Lee                       | Partia Federalistyczna             | 12 listopada 1779 | 22 listopada 1782 |
| William Paca                         |                                    | 22 listopada 1782 | 26 listopada 1785 |
| William Smallwood                    |                                    | 26 listopada 1785 | 24 listopada 1788 |
| John Eager Howard                    | Partia Federalistyczna             | 24 listopada 1788 | 14 listopada 1791 |
| George Plater                        |                                    | 14 listopada 1791 | 10 lutego 1792    |
| James Brice                          | Partia Federalistyczna             | 13 lutego 1792    | 5 kwietnia 1792   |
| Thomas Sim Lee                       | Partia Federalistyczna             | 5 kwietnia 1792   | 14 listopada 1794 |
| John Hoskins Stone                   | Partia Federalistyczna             | 14 listopada 1794 | 17 listopada 1797 |
| John Henry                           | Partia Demokratyczno-Republikańska | 17 listopada 1797 | 14 listopada 1798 |
| Benjamin Ogle                        | Partia Federalistyczna             | 14 listopada 1798 | 10 listopada 1801 |
| John Francis Mercer                  | Partia Demokratyczno-Republikańska | 10 listopada 1801 | 15 listopada 1803 |
| Robert Bowie                         | Partia Demokratyczno-Republikańska | 15 listopada 1803 | 10 listopada 1806 |
| Robert Wright                        | Partia Demokratyczno-Republikańska | 10 listopada 1806 | 6 maja 1809       |
| Edward Lloyd                         | Partia Demokratyczno-Republikańska | 9 czerwca 1809    | 16 listopada 1811 |
| Robert Bowie                         | Partia Demokratyczno-Republikańska | 16 listopada 1811 | 25 listopada 1812 |
| Levin Winder                         | Partia Federalistyczna             | 25 listopada 1812 | 2 stycznia 1816   |
| Charles Carnan Ridgely               | Partia Federalistyczna             | 2 stycznia 1816   | 8 stycznia 1819   |
| Charles Goldsborough                 | Partia Federalistyczna             | 8 stycznia 1819   | 20 grudnia 1819   |
| Samuel Sprigg                        | Partia Demokratyczna               | 20 grudnia 1819   | 16 grudnia 1822   |
| Samuel Stevens Jr.                   | Partia Demokratyczna               | 16 grudnia 1822   | 9 stycznia 1826   |
| Joseph Kent                          | Partia Demokratyczno-Republikańska | 9 stycznia 1826   | 15 stycznia 1829  |
| Daniel Martin                        |                                    | 15 stycznia 1829  | 15 stycznia 1830  |
| Thomas King Carroll                  | Partia Demokratyczna               | 15 stycznia 1830  | 13 stycznia 1831  |
| Daniel Martin                        |                                    | 13 stycznia 1831  | 11 lipca 1831     |
| George Howard                        |                                    | 11 lipca 1831     | 17 stycznia 1833  |
| James Thomas                         | Partia Wigów                       | 17 stycznia 1833  | 14 stycznia 1836  |
| Thomas Veazey                        | Partia Wigów                       | 14 stycznia 1836  | 7 stycznia 1839   |
| William Grason                       | Partia Demokratyczna               | 7 stycznia 1839   | 3 stycznia 1842   |
| Francis Thomas                       | Partia Demokratyczna               | 3 stycznia 1842   | 6 stycznia 1845   |
| Thomas Pratt                         | Partia Wigów                       | 6 stycznia 1845   | 3 stycznia 1848   |
| Philip Francis Thomas                | Partia Demokratyczna               | 3 stycznia 1848   | 6 stycznia 1851   |
| Enoch Louis Lowe                     | Partia Demokratyczna               | 6 stycznia 1851   | 11 stycznia 1854  |
| Thomas Watkins Ligon                 | Partia Demokratyczna               | 11 stycznia 1854  | 13 stycznia 1858  |
| Thomas Holliday Hicks                |                                    | 13 stycznia 1858  | 8 stycznia 1862   |
| Augustus Bradford                    |                                    | 8 stycznia 1862   | 10 stycznia 1866  |
| Thomas Swann                         | Partia Demokratyczna               | 10 stycznia 1866  | 13 stycznia 1869  |
| Oden Bowie                           | Partia Demokratyczna               | 13 stycznia 1869  | 10 stycznia 1872  |
| William Pinkney Whyte                | Partia Demokratyczna               | 10 stycznia 1872  | 4 marca 1874      |
| James Black Groome                   | Partia Demokratyczna               | 4 marca 1874      | 12 stycznia 1876  |
| John Lee Carroll                     | Partia Demokratyczna               | 12 stycznia 1876  | 14 stycznia 1880  |
| William Thomas Hamilton              | Partia Demokratyczna               | 14 stycznia 1880  | 9 stycznia 1884   |
| Robert Milligan McLane               | Partia Demokratyczna               | 9 stycznia 1884   | 27 marca 1885     |
| Henry Lloyd                          | Partia Demokratyczna               | 27 marca 1885     | 11 stycznia 1888  |
| Elihu Emory Jackson                  | Partia Demokratyczna               | 11 stycznia 1888  | 13 stycznia 1892  |
| Frank Brown                          | Partia Demokratyczna               | 13 stycznia 1892  | 8 stycznia 1896   |
| Lloyd Lowndes Jr.                    | Partia Republikańska               | 8 stycznia 1896   | 10 stycznia 1900  |
| John Walter Smith                    | Partia Demokratyczna               | 10 stycznia 1900  | 13 stycznia 1904  |
| Edwin Warfield                       | Partia Demokratyczna               | 13 stycznia 1904  | 8 stycznia 1908   |
| Austin Lane Crothers                 | Partia Demokratyczna               | 8 stycznia 1908   | 10 stycznia 1912  |
| Phillips Lee Goldsborough            | Partia Republikańska               | 10 stycznia 1912  | 12 stycznia 1916  |
| Emerson Harrington                   | Partia Demokratyczna               | 12 stycznia 1916  | 14 stycznia 1920  |
| Albert Ritchie                       | Partia Demokratyczna               | 14 stycznia 1920  | 9 stycznia 1935   |
| Harry Nice                           | Partia Republikańska               | 9 stycznia 1935   | 11 stycznia 1939  |
| Herbert Romulus O’Conor              | Partia Demokratyczna               | 11 stycznia 1939  | 3 stycznia 1947   |
| William Preston Lane Jr.             | Partia Demokratyczna               | 3 stycznia 1947   | 10 stycznia 1951  |
| Theodore McKeldin                    | Partia Republikańska               | 10 stycznia 1951  | 14 stycznia 1959  |
| J. Millard Tawes                     | Partia Demokratyczna               | 14 stycznia 1959  | 25 stycznia 1967  |
| Spiro Theodore Agnew                 | Partia Republikańska               | 25 stycznia 1967  | 7 stycznia 1969   |
| Marvin Mandel                        | Partia Demokratyczna               | 7 stycznia 1969   | 17 stycznia 1979  |
| – Blair Lee III (pełniący obowiązki) | Partia Demokratyczna               | 4 czerwca 1977    | 15 stycznia 1979  |
| Harry Hughes                         | Partia Demokratyczna               | 17 stycznia 1979  | 20 stycznia 1987  |
| William Donald Schaefer              | Partia Demokratyczna               | 20 stycznia 1987  | 18 stycznia 1995  |
| Parris Glendening                    | Partia Demokratyczna               | 18 stycznia 1995  | 15 stycznia 2003  |
| Robert Leroy Ehrlich Jr.             | Partia Republikańska               | 15 stycznia 2003  | 17 stycznia 2007  |
| Martin O’Malley                      | Partia Demokratyczna               | 17 stycznia 2007  | 21 stycznia 2015  |
| Larry Hogan                          | Partia Republikańska               | 21 stycznia 2015  | 18 stycznia 2023  |
| Wes Moore                            | Partia Demokratyczna               | 18 stycznia 2023  |                   |